# Cratere Brouwer
Brouwer è un grande cratere lunare di 119,6 km situato nella parte sud-orientale della faccia nascosta della Luna.
Il cratere è dedicato all'astronomo olandese Dirk Brouwer.

## Crateri correlati
Alcuni crateri minori situati in prossimità di Brouwer sono convenzionalmente identificati, sulle mappe lunari, attraverso una lettera associata al nome.
| Brouwer | Coordinate             | Diametro (in km) |
| ------- | ---------------------- | ---------------- |
| C       | 33°33′36″S 122°19′12″W | 23,37            |
| H       | 36°05′24″S 124°45′00″W | 17,8             |
| P       | 38°54′36″S 126°37′48″W | 27,36            |